# Milano-Torino 2021
La Milano-Torino 2021, centoduesima edizione della corsa, valevole come quarantaduesima prova dell'UCI ProSeries 2021 categoria 1.Pro e come diciottesima prova della Ciclismo Cup 2021, si è svolta il 6 ottobre 2021 su un percorso di 190 km con partenza da Magenta e arrivo a Superga, in Italia. La vittoria è stata appannaggio dello sloveno Primož Roglič, che ha completato il percorso in 4h17'41" alla media di 44,240 km/h, precedendo il britannico Adam Yates e il portoghese João Almeida.
Sul traguardo di Superga 109 ciclisti, sui 161 partiti da Magenta, hanno portato a termine la competizione.

## Squadre e corridori partecipanti
| N.      | Cod. | Squadra                     |
| ------- | ---- | --------------------------- |
| 1-7     | DQT  | Deceuninck-Quick Step       |
| 11-17   | ACT  | AG2R Citroën Team           |
| 21-27   | ANS  | Androni Giocattoli-Sidermec |
| 31-37   | AST  | Astana-Premier Tech         |
| 41-47   | BCF  | Bardiani-CSF-Faizanè        |
| 51-57   | BOH  | Bora-Hansgrohe              |
| 61-67   | CJR  | Caja Rural-Seguros RGA      |
| 71-77   | COF  | Cofidis                     |
| 81-87   | EOK  | Eolo-Kometa Cycling Team    |
| 91-97   | EUS  | Euskaltel-Euskadi           |
| 101-107 | GAZ  | Gazprom-RusVelo             |
| 111-117 | GFC  | Groupama-FDJ                |

| N.      | Cod. | Squadra                  |
| ------- | ---- | ------------------------ |
| 121-127 | IGD  | Ineos Grenadiers         |
| 131-137 | IWG  | Intermarché-Wanty-Gobert |
| 141-147 | ISN  | Israel Start-Up Nation   |
| 151-157 | TJV  | Jumbo-Visma              |
| 161-167 | MOV  | Movistar Team            |
| 171-177 | ARK  | Team Arkéa-Samsic        |
| 181-187 | DSM  | Team DSM                 |
| 191-197 | TQA  | Team Qhubeka NextHash    |
| 201-207 | TFS  | Trek-Segafredo           |
| 211-217 | UAD  | UAE Team Emirates        |
| 221-227 | THR  | Vini Zabù                |

## Ordine d'arrivo (Top 10)
| Pos. | Corridore          | Squadra    | Tempo    |
| ---- | ------------------ | ---------- | -------- |
| 1    | Primož Roglič      | Jumbo      | 4h17'41" |
| 2    | Adam Yates         | Ineos      | a 12"    |
| 3    | João Almeida       | Deceuninck | a 35"    |
| 4    | Tadej Pogačar      | UAE        | s.t.     |
| 5    | Michael Woods      | Israel     | a 48"    |
| 6    | David Gaudu        | Groupama   | s.t.     |
| 7    | Diego Ulissi       | UAE        | s.t.     |
| 8    | Fausto Masnada     | Deceuninck | s.t.     |
| 9    | Nairo Quintana     | Arkéa      | s.t.     |
| 10   | Alejandro Valverde | Movistar   | a 56"    |